# Kelloggia chinensis
Kelloggia chinensis là một loài thực vật có hoa trong họ Thiến thảo. Loài này được Franch. mô tả khoa học đầu tiên năm 1892.